# Гаплогруппа H1 (мтДНК)
Гаплогруппа H1 — гаплогруппа митохондриальной ДНК человека. Является потомком гаплогруппы H.

## Происхождение
В период последнего ледникового максимума (последнего оледенения) 20-13 тысяч лет назад большинство палеолитических поселений Северной и Центральной Европы вымерло, в связи с чем представители гаплогруппы Н в большей степени выжили лишь на севере современной Испании.
Среди современных народов Европы мтДНК гаплогруппа H1 с наибольшей частотой встречается среди басков Испании (27,8 %), португальцев (25,8 %) и жителей Андалусии (24,3 %). Данные молекулярной генетики говорят о том, что франко-кантабрийский регион был колыбелью большей части населения Европы, по крайней мере, по женской линии (через гаплогруппу H).
Распространение гаплогруппы H1 из франко-кантабрийского региона по всей Европе после последнего ледникового максимума связывают с мадленской экспансией около 13 тысяч лет назад.

## Распространение
Гаплогруппа H1 составляет значительную долю западноевропейских митохондриальных ДНК, причём пик распространения в Европе приходится на басков Испании (27,8 %), португальцев (25,8 %), жителей Андалусии (24,3 %) и этнографическую группу пасьего в Кантабрии (23,5 %).. В Северной Африке необычно высокая доля гаплогруппы H1 среди туарегов Ливии (61 %)..
Также, мтДНК гаплогруппа H1распространена среди других жителей Иберийского полуострова, Северной Африки и Сардинии. Составляет свыше 10 % во многих других регионах Европы (Франция, Британские острова, Альпы, многие регионы Восточной Европы) и не менее 5 % в прочих местах Европы.

## Субклады мтДНК гаплогруппы H1

### H1a
МтДНК гаплогруппа H1a характеризуется дополнительными мутациями 73G и 16162G. По данным Eva-Liis Loogväli et al. (2004) гаплогруппа H1a встречается среди финнов (5,1 %) словаков (3,4 %), финно-угорских народов Поволжья (2,4 %), французов (1,9 %), эстонцев (1,8 %), восточных славян (1,7 %) и турок (1 %) и не встречается среди народов Ближнего и Среднего Востока и в Азии. Исследуя популяции Ближнего Востока и Кавказа, Roostalu et al. (2007) обнаружили гаплогруппу H1a только у карачаевцев (5,5 %) и турок (0,6 %). Возраст гаплогруппы H1a — 4,5 −9,9 тыс. лет.

### H1b
МтДНК гаплогруппа H1b характеризуется дополнительными мутациями 3796G, 16189C и 16356C. При этом, по мнению Mannis van Oven, наличия 16356C уже достаточно, чтобы определять как H1b (даже если нет 3796G).
МтДНК гаплогруппа H1b имеет наибольшее распространение в Восточной Европе (7 % всей гаплогруппы H), на севере Центральной Европы (5 % гаплогруппы H) и на северо-западе Сибири (5 % гаплогруппы H у народа манси).
Пик распространения гаплогруппы H1b в Восточной Европе находится на границе современных Латвии и Литвы, южнее Риги и совпадает с областью расселения балтского племени земгале в Средние Века.
По данным Eva-Liis Loogväli et al. (2004) гаплогруппа H1b встречается среди эстонцев (5,3 %), восточных славян (2,8 %), балканских народов (1,8 %) и словаков (1,7 %) и не встречается среди финно-угорских народов Поволжья, турок, народов Ближнего и Среднего Востока и в Азии.
Несмотря на преобладание гаплогруппы H1b среди народов Восточной Европы, она встречается и на Западе (испанцы, баски, французы, немцы), но в значительно меньшей доле. В популяциях Ближнего Востока и Кавказа, Roostalu et al. (2007) обнаружили гаплогруппу H1b у карачаевцев (4,1 %), адыгов (1,1 %), балкарцев (1 %), осетин (0,3 %) и турок (0,3 %). Возраст гаплогруппы H1b — 7,2—14 тыс. лет.
Вероятно, гаплогруппа H1b возникла в южной Франции или в Иберии вскоре после окончания Ледникового периода. Женщины, несущие H1b, путешествовали в восточном направлении с территории современной Франции, прошли к северу от итальянских Альп и вошли в современную Словакию. Оттуда, H1b распространилась на север.
Возможно, на севере Центральной Европы гаплогруппа H1b была связана со свидерской культурой финального палеолита, распространённой в X—IX тыс. до н. э. на территории современных Польши, Литвы и Западной Белоруссии. Носители Свидерской культуры, мигрируя на северо-восток и юго-восток, в VIII тыс. до н. э. могли принести гаплогруппу H1b с севера Центральной Европы на территории современных Эстонии, Южной Финляндии и Центральной России (бутовская мезолитическая культура Волго-Окского междуречья VIII—VI тыс. до н. э. и кундская мезолитическая культура Восточной Прибалтики VIII—VI тыс. до н. э.).
В митохондриальной гаплогруппе H1b митохондриальная последовательность сына Ефросиньи Мстиславны венгерского короля Белы III имеет самое близкое отношение к человеку из группы KL-VI Карпатского бассейна.

### H1f
По данным Eva-Liis Loogväli et al. (2004) гаплогруппа H1f наиболее распространена среди финнов (10,3 %), встречается также у эстонцев (1 %) и восточных славян (0,2 %) и не была выявлена у словаков, французов, турок, финно-угорских народов Поволжья, народов Великобритании, США, Ближнего и Среднего Востока и в Азии. Возраст гаплогруппы H1f около 1000 лет.

### H1c
МтДНК гаплогруппа H1c характеризуется дополнительной мутацией 477C. Исследуя популяции Ближнего Востока и Кавказа, Roostalu et al. (2007) обнаружили гаплогруппу H1c только у двух адыгов, что составляет около 2,3 % данной популяции. Возраст гаплогруппы H1c около 9,4 тыс. лет.

### H1d
МтДНК гаплогруппа H1d характеризуется дополнительной мутацией 456T, однако данный подкласс был исключён из версии 3 дерева Mannis van Oven. В популяциях Ближнего Востока и Кавказа, Roostalu et al. (2007) обнаружили гаплогруппу H1d только у двух арабов из Кувейта, что составляет около 1,2 % исследованной популяции.

## Результаты исследований палеоДНК
Nikitin et al. (Unpub) в пещере Вертеба (Позднее Триполье) в Тернопольской области Украины были обнаружены 2 образца мтДНК гаплогруппы H1 датированные 4300—3100 г.г. до н. э. Lacan et al. (2011), исследуя Treilles (Южная Франция), из 29 образцов выявили 3 мтДНК гаплогруппы H1 датированные 3000 годом до н. э.
У представителя волынцевской культуры из разновременного поселения Куриловка-1 (Суджанский район Курской области) определили митохондриальную гаплогруппу H1b. Его полный митохондриальный геном оказался полностью идентичен геному венгерского короля Белы III (правил в 1172—1196 гг.), матерью которого была Ефросинья Мстиславна — дочь Великого киевского князя Мстислава и внучка новгородского посадника Дмитра Завидича, и современному геному из Дании (гаплотип 16183C) .
По данным генетиков, у венгерского короля Белы III определена митохондриальная гаплогруппа H1b.
Nilsson et al. в 2010 году исследовали предполагаемые останки католической святой XIV века — Бригитты Шведской. Принадлежность останков святой подвергается некоторому сомнению из-за их радиоуглеродного датирования: возможно, останки относятся к XIII веку, в то время как святая Бригитты жила в XIV веке. МтДНК гаплотип останков (263G, 315.1C, 3010A, 16189C, 16519C) принадлежит гаплогруппе H1b, f, g, k, q, характеризующейся мутацией 16189C.

### Бронзовый век
Ханаан
- SI-23 __ EGAN00001390952 / ERS1790729 __ Сидон, Южный Ливан, Ливан __ 1800 BCE (3750 yBP) __ Ж __ H1bc.[15]

## Филогенетическое дерево
Приведенное ниже филогенетическое дерево основано на публикации Ван Овена и последующих опубликованных исследованиях.
- H1 3010A
  - H1a 73G 16162G
    - H1a1 6365C 16209
    - H1a2 8271T
    - H1a3 16051

  - 16189C
    - H1b 3796G 16189C 16356C
    - H1f 4452C 7309C 9066G 16093C
    - H1g 8602C[16]
    - H1k 5206 15766 16290
    - H1q 4859

  - H1c 477C
    - H1c1 9150G 16263
    - H1c2 8764 12858T
    - H2c3 8473

  - H1d 456T[17]
  - H1e 5460A
    - H1e1 8512
      - H1e1a 14902

    - H1e2 15817

  - H1h
  - H1i
  - H1j
  - H1m
  - H1n
  - H1o 267C 485 6446T 11002 14053G 15844
  - H1p 13470G
  - H1r 9356
  - H1s 8572
  - H1t 9986
    - H1t1 14129 14224
    - H1t1 5978

  - H1u 9923
  - H1v 10314
    - H1v1 4313
      - H1v1a 9148
      - H1v1b 14560

  - H1w 8966
  - H1x 7765 10410A 16037 16256